# Quận của Paris
Quận của Paris (tiếng Pháp: arrondissements de Paris) là đơn vị hành chính thuộc thành phố Paris. Paris được chia thành 20 quận nội thị và đánh số từ 1 đến 20. Các quận của Paris ngày nay được thành lập vào năm 1860 sau khi Napoléon III cho mở rộng thành phố.
Theo phân cấp hành chính Pháp, Paris vừa là một tỉnh vừa là một xã. Nhưng giống như hai thành phố khác là Marseille và Lyon, Paris lại được chia nhỏ thành các quận nội thị (arrondissements municipaux). Các quận nội thị này không tương đương với các quận trực thuộc tỉnh mà chỉ là một đơn vị hành chính nhỏ hơn.
Trong 20 quận của Paris hiện nay, có 6 quận nằm bên tả ngạn (Rive Gauche). Về mặt hành chính, mỗi quận đều có một tên khác, nhưng rất ít khi được sử dụng. Mỗi quận của Paris cũng được chia nhỏ thành bốn phường, nhưng khái niệm nay cũng ít khi được nói tới.

## Thống kê
Khi bắt đầu có 20 quận vào năm 1860, số thứ tự của các quận được đánh từ trái sang phải và từ trên xuống dưới khi nhìn trên bản đồ. Nhưng điều này đã nhanh chóng bị thay đổi. Phương pháp được sử dụng sau đó là đánh số hình xoắn ốc theo chiều kim đồng hồ bắt đầu từ trung tâm thành phố, khu vực Louvre. Có thể thấy các quận mang số bé sẽ thường nhỏ nhưng lại quan trọng hơn các quận số lớn. Một số quận được mang tên các công trình quan trọng - như Louvre, Hôtel-de-Ville, Panthéon, Luxembourg, Palais-Bourbon - trong khi một vài quận khác, thường là các quận vành đai, lại mang tên của xã cũ trước khi được nhập vào Paris - như Passy, Buttes-Montmartre.
Về hành chính, mỗi quận của Paris được quản lý bởi một hội đồng quận, với chức năng tương tự hội đồng thành phố nhưng ít quyền lực hơn.
| Quận           | Tên                 | Diện tích (ha) | Dân số    | Dân số    | Dân số    | Dân số    | Mật độ (người/km²) | Mật độ (người/km²) | Mật độ (người/km²) | Mật độ (người/km²) |
| Quận           | Tên                 | Diện tích (ha) | 1872      | 1954      | 1999      | 2005      | 1872               | 1954               | 1999               | 2005               |
| Quận 1         | Louvre              | 183            | 74.286    | 38.926    | 16.888    | 17.500    | 40.593             | 21.271             | 9.228              | 9.563              |
| Quận 2         | Bourse              | 99             | 73.578    | 43.857    | 19.585    | 20.700    | 74.321             | 44.300             | 19.783             | 20.987             |
| Quận 3         | Temple              | 117            | 89.687    | 65.312    | 34.248    | 35.100    | 76.656             | 55.822             | 29.272             | 30.000             |
| Quận 4         | Hôtel-de-Ville      | 160            | 95.003    | 66.621    | 30.675    | 28.600    | 59.377             | 41.638             | 19.172             | 17.875             |
| Quận 5         | Panthéon            | 254            | 96.689    | 106.443   | 58.849    | 60.600    | 38.067             | 41.907             | 23.169             | 23.884             |
| Quận 6         | Luxembourg          | 215            | 90.288    | 88.200    | 44.919    | 45.200    | 41.994             | 41.023             | 20.893             | 21.023             |
| Quận 7         | Palais-Bourbon      | 409            | 78.553    | 104.412   | 56.985    | 55.400    | 19.206             | 25.529             | 13.933             | 13.545             |
| Quận 8         | Élysée              | 388            | 75.796    | 80.827    | 39.314    | 38.700    | 19.535             | 20.832             | 10.132             | 9.974              |
| Quận 9         | Opéra               | 218            | 103.767   | 102.287   | 55.838    | 58.500    | 47.600             | 46.921             | 25.614             | 26.835             |
| Quận 10        | Entrepôt            | 289            | 135.392   | 129.179   | 89.612    | 88.800    | 46.848             | 44.699             | 31.008             | 30.727             |
| Quận 11        | Popincourt          | 367            | 167.393   | 200.440   | 149.102   | 152.500   | 45.611             | 54.616             | 40.627             | 41.553             |
| Quận 12        | Reuilly             | 637¹           | 87.678    | 158.437   | 136.591   | 138.300   | 13.764             | 24.872             | 21.443             | 21.711             |
| Quận 13        | Gobelins            | 715            | 69.431    | 165.620   | 171.533   | 181.300   | 9.711              | 23.164             | 23.991             | 25.357             |
| Quận 14        | Observatoire        | 564            | 69.611    | 181.414   | 132.844   | 134.700   | 12.342             | 32.166             | 23.883             | 23.794             |
| Quận 15        | Vaugirard           | 848            | 75.449    | 250.124   | 225.362   | 232.400   | 8.897              | 29.496             | 26.576             | 27.406             |
| Quận 16        | Passy               | 791²           | 43.332    | 214.042   | 161.773   | 149.500   | 5.478              | 27.060             | 20.452             | 18.900             |
| Quận 17        | Batignolles-Monceau | 567            | 101.804   | 231.987   | 160.860   | 160.300   | 17.955             | 40.915             | 28.370             | 28.271             |
| Quận 18        | Buttes-Montmartre   | 601            | 138.109   | 266.825   | 184.586   | 188.700   | 22.980             | 44.397             | 31.398             | 31.364             |
| Quận 19        | Buttes-Chaumont     | 679            | 93.174    | 155.028   | 172.730   | 187.200   | 13.722             | 22.832             | 27.570             | 27.305             |
| Quận 20        | Ménilmontant        | 598            | 92.772    | 200.208   | 182.952   | 191.800   | 15.514             | 33.480             | 30.594             | 32.074             |
| Rừng Boulogne  | Rừng Boulogne       | 846            |           |           |           |           |                    |                    |                    |                    |
| Rừng Vincennes | Rừng Vincennes      | 995            |           |           |           |           |                    |                    |                    |                    |
| Tổng số        |                     | 10.540         | 1.851.792 | 2.850.189 | 2.125.246 | 2.166.200 | 17.569             | 27.042             | 20.164             | 20.552             |

## Lịch sử

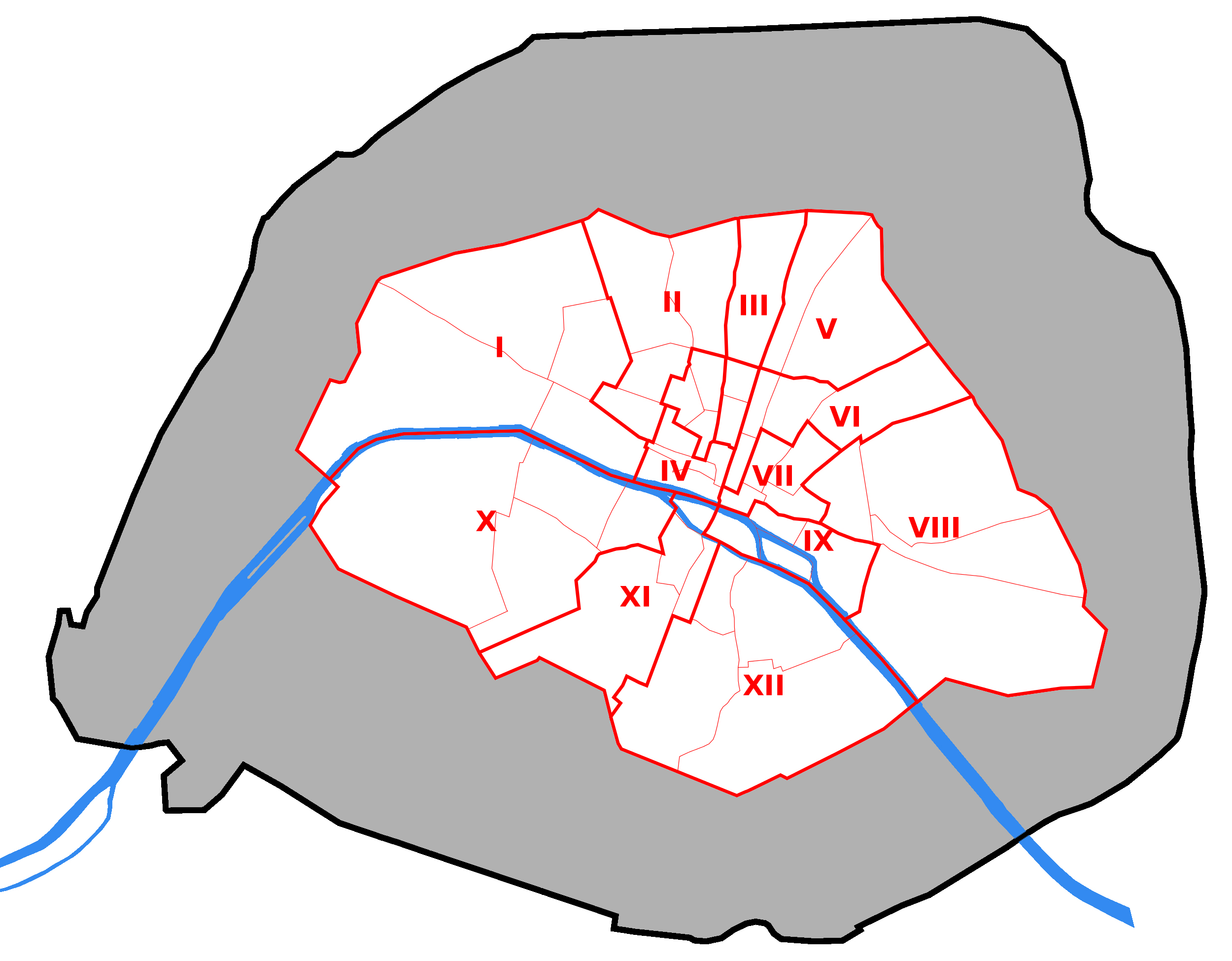
12 quận cũ của Paris

### Trước 1860
Paris được chia lần đầu tiên thành 12 quận vào 11 tháng 10 năm 1795. Sự phân chia này tồn tại cho đến năm 1860, khi một số xã ngoại ô được sáp nhập vào Paris, kéo theo sự chia lại các quận.
Khi đó, 9 quận nằm bên hữu ngạn sông Seine và 3 quận nằm bên tả ngạn. Các quận được đánh số lớn hay nhỏ theo trật tự tăng từ tây sang đông và từ bắc xuống nam. Kích thước các quận không đồng đều và hình dáng cũng ít tương đồng như hiện nay.

### Sau 1860
Ngày 1 tháng 1 năm 1860, áp dụng theo đạo luật này 16 tháng 6 năm 1859, phần ngoại ô của Paris nằm phía bên kia của bức tường Thuế quan được sáp nhập vào thành phố. Trước đó bức tường này có nhiệm vụ kiếm soát hàng hóa vào Paris, đồng thời cũng là địa giới của thành phố. Sau lần mở rộng này, Paris được chia thành 20 quận, và đây cũng là lần mở rộng cuối cùng của thành phố, tính tới thời điểm hiện nay.

## Phường
Một quận của Paris lại được chia nhỏ tiếp thành 4 phường (quartier), thường tương ứng với các phía Tây — Bắc, Đông — Bắc, Tây — Nam và Đông — Nam của quận.
Trong tiếng Pháp, quartier thường được hiểu là khu phố, như quartier latin là khu phố La Tinh hay quartier asiatique là khu phố châu Á. Khái nhiệm đơn vị hành chính phường ít khi được sử dụng. Tuy vậy mỗi phường cũng có một hội đồng riêng.